# Klaus Mann
Klaus Mann (ur. 18 listopada 1906 w Monachium, zm. 21 maja 1949 w Cannes) – niemiecki pisarz, autor powieści, noweli, dramatów i esejów. 

## Życiorys

### Pochodzenie i dom rodzinny

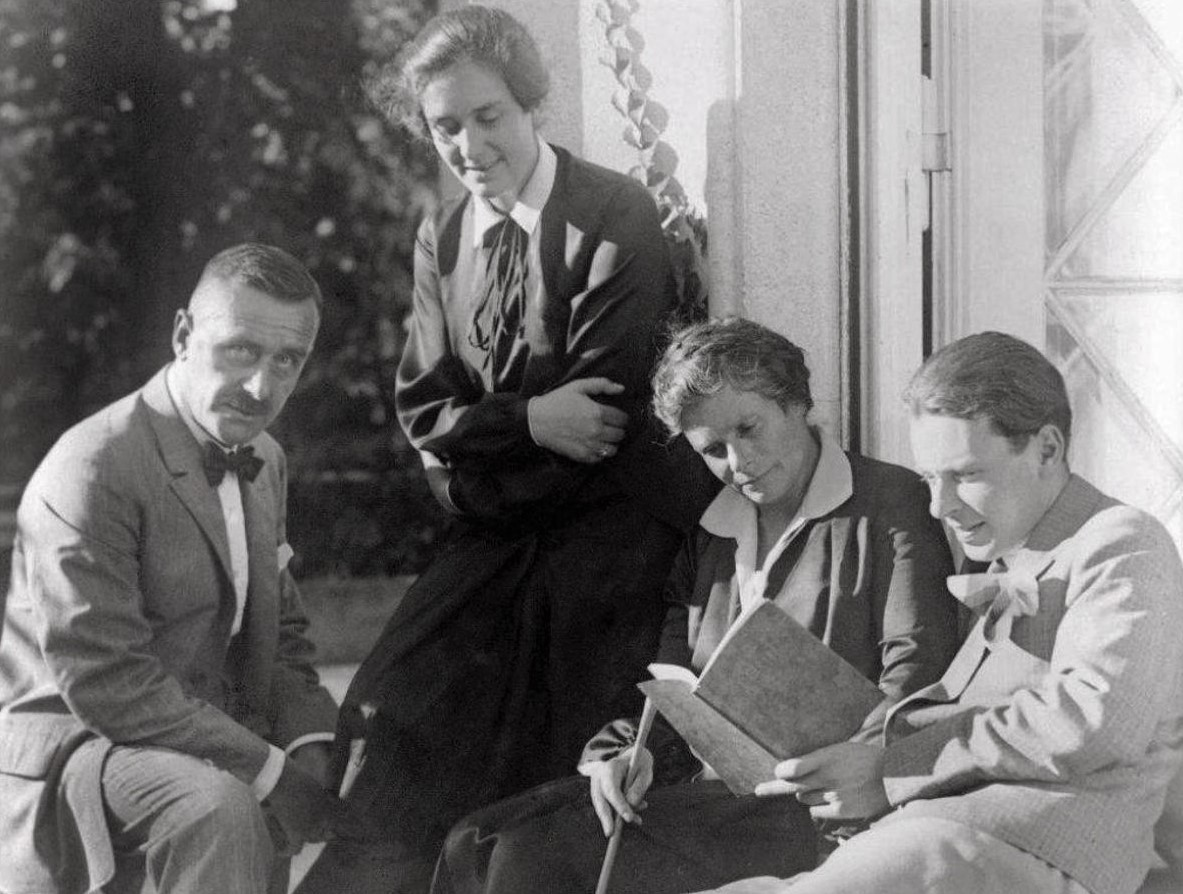
Klaus wraz z ojcem Thomasem, siostrą Eriką i matką Katią Mann w 1929

Klaus Mann urodził się w Monachium, w dzielnicy Schwabing, przy Franz-Joseph-Strasse 2, jako drugie dziecko pisarza Thomasa Manna (1875–1955) i Katii z domu Pringsheim (1883–1980). Miał pięcioro rodzeństwa: trzy siostry Erikę, Monikę i Elisabeth oraz dwóch braci – Golo i Michaela. Jego stryjem był pisarz Heinrich Mann. Wychowywał się w mieszczańskim domu, gdzie dużą wagę przykładano do literatury i sztuki. W latach 1916–1922 uczęszczał do męskiego Gimnazjum Wilhelmińskiego (Wilhelmsgymnasium) w Monachium. Klaus Mann już od wczesnej młodości demonstrował swój homoseksualizm. Wśród ludzi pióra cenił sobie: Franza Kafkę, Rainera Rilkę, Walta Whitmana oraz André Gide`a (którego poznał osobiście w 1925).   

### Początki kariery literackiej
W 1924 ukazały się na łamach gazet jego pierwsze utwory literackie, a po spotkaniu z aktorem Gustafem Gründgensenem – sztuka teatralna Anja und Esther, zapoczątkowana premierą w październiku 1925 w Hamburger Kammerspiele. Przedstawienie grane w wielu niemieckich teatrach, a także w Kopenhadze, Wiedniu i Rzymie budziło skrajne emocje – w wypełnionych po brzegi salach, spektakle otaczała aura skandalu z powodu zarzucania sztuce niemoralności i dekadencji. W 1925 odbył pierwszą podróż do Londynu i Paryża, a także do Afryki Północnej, oraz w drodze powrotnej przez Sycylię do Neapolu, Rzymu i Florencji. Pod koniec 1927 wraz z siostrą Eriką wyruszył w podróż dookoła świata przez: Stany Zjednoczone, Hawaje, Japonię, Koreę i ZSSR – relacja z tej podróży została wydana w książce Dookoła świata. Przygody z podróży. W 1930 wziął udział w kongresie Paneuropy w Wiedniu, gdzie przemawiał na sesji młodzieży, naświetlając niebezpieczeństwo jakie widział w angażowaniu się młodych Niemców w ruch faszystowski.

### Emigracja
13 marca 1933 Mann wyemigrował z III Rzeszy udając się do Paryża, a rok później został pozbawiony obywatelstwa tego kraju. Uzyskał wówczas obywatelstwo Czechosłowacji i tym samym paszport, który umożliwił mu załatwienie wielu spraw na obczyźnie. W latach 1933–1935 wydawał w Amsterdamie pismo emigracyjne „Die Sammlung”. We wrześniu 1938 przeniósł się do Stanów Zjednoczonych. Lata emigracji, zbliżająca się nieuchronnie II wojna światowa, odmienna orientacja seksualna, uzależnienie od narkotyków, niespokojna miłość do krytyka literackiego Thomasa Quinna Curtisa oraz wiadomości o śmierci – często samobójczej kogoś z przyjaciół m.in. Ernsa Toller`a, intensyfikowały w Klausie Mannie coraz większe poczucie osamotnienia i depresji.  W latach 1941–1942 wydawał w Nowym Jorku periodyk „Decision” (zlikwidowany z braku środków finansowych). W 1943 uzyskał obywatelswto USA i wstąpił do armii amerykańskiej – trafił na front do Afryki Północnej, uczestniczył także w kampanii włoskiej. 8 maja 1945 w mundurze amerykańskiego żołnierza dotarł ponownie do Niemiec. W okresie powojennym przemierzał Europę jako publicysta, współpracując z pismami i radiem w wielu krajach.         

### Śmierć

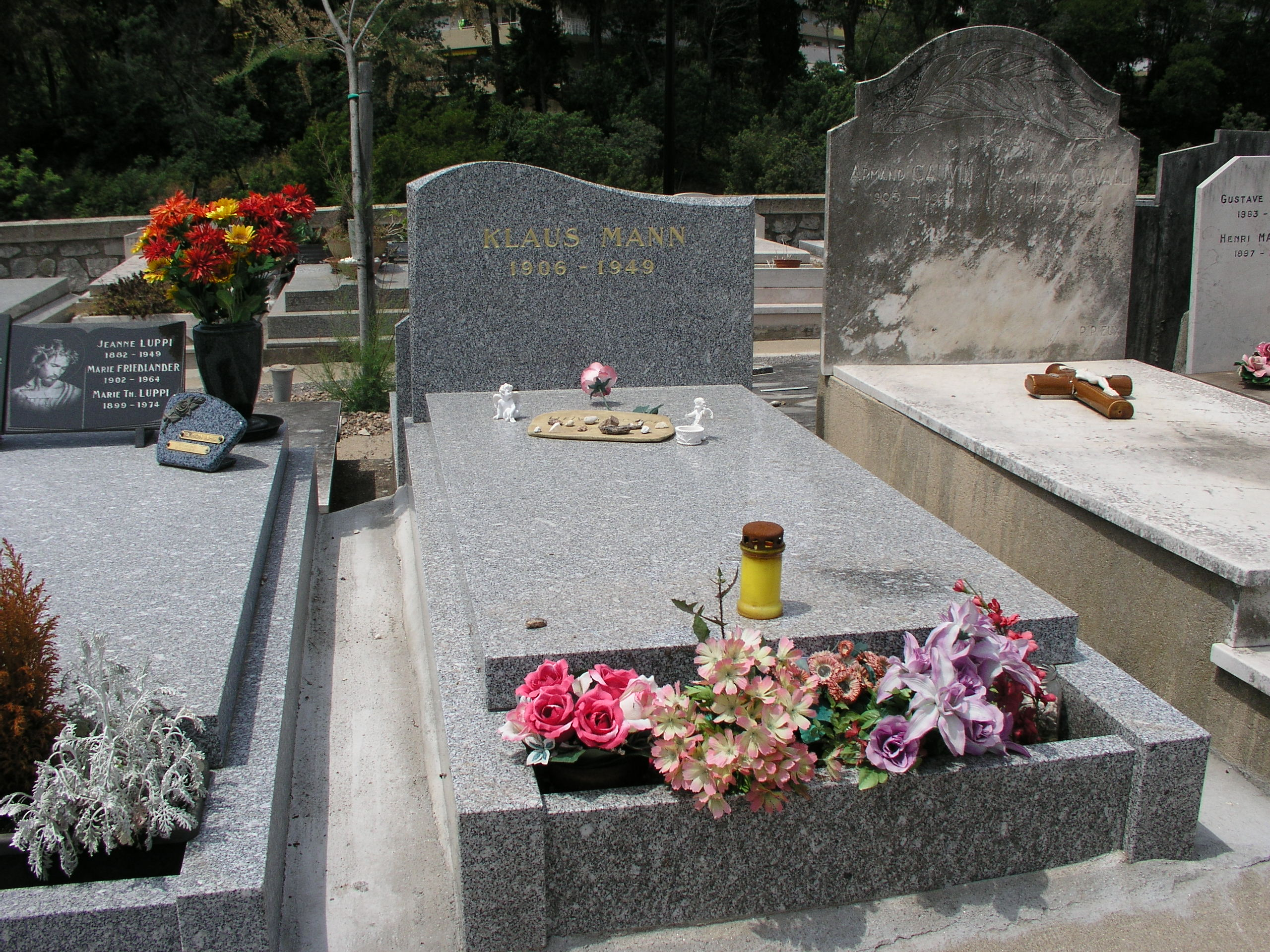
Grób Klausa Manna na cmentarzu Grand Jas w Cannes w 2008

Klaus Mann pod koniec życia zmagał się z uzależnieniem od narkotyków i pogłębiającym się kryzysem psychicznym. Wieloletnie uzależnienie od środków odurzających doprowadziło pisarza do dysforii. 5 maja 1949 przyjechał do Nicei, by poddać się terapii detoksacyjnej – później zatrzymał się w pobliskim Cannes, gdzie 21 maja w wieku 42 lat popełnił samobójstwo, przedawkowując tabletki nasenne. 24 maja 1949 odbył się jego skromny pochówek na cmentarzu Grand Jas w Cannes.

## Twórczość
Klaus Mann podejmował w swoich utworach motywy homoseksualne oraz poruszał tematykę narkomanii – jego proza miała charakter autobiograficzny. Pozostawił po sobie dzienniki prowadzone w latach 1931–1949 (opublikowane w oficynie Ellermanna w Monachium w 1989) oraz obszerną korespondencję. Archiwum Klausa Manna  znajduje się w Bibliotece Miejskiej w Monachium na Gasteig. Pisał w języku niemieckim i angielskim.
W powieści Mefisto przedstawił losy niemieckiego artysty w czasach narodowego socjalizmu na przykładzie kariery aktora Hendrika Höfgena, inspirowanej biografią Gustafa Gründgensa (ekranizacja w reżyserii Istvána Szabó w 1981). 
Wybrana twórczość:
- Alexander. Roman einer Utopie (1929)[26]
- Ucieczka na północ (1934; wyd. pol. 1992)
- Symfonia życia (1935; wyd. pol. 1936)
- Mefisto (1936, powieść początkowo ukazała się w Niemczech Wschodnich (NRD) w 1956, a Niemczech Zachodnich (RFN) w 1981; wyd. pol. 1957)
- Wulkan (Der Vulkan)[26]
- Brzuchomówca (zbiór nowel, wyd. pol. 1986)
- Punkt zwrotny (autobiografia, 1952; wyd. pol. 1993)